# 美豆村
美豆村（みずむら）は、京都府綴喜郡にあった村。現在の京都市伏見区淀美豆町・淀際目町・淀生津町にあたる。

## 地理
- 河川：桂川、宇治川、木津川

## 歴史
- 1885年（明治18年）6-7月 - 関西地方を襲った集中豪雨により大洪水（明治十八年の淀川洪水）が発生。桂川の堤防が3箇所で247メートルにわたり決壊[1]。
- 1889年（明治22年）4月1日 - 町村制の施行により、美豆村・際目村・生津村の区域をもって発足。
- 1926年（大正15年）6月21日 - 小作争議が激化。小作人側は子供を地主の子供と同じ美豆小学校（現在の京都市立美豆小学校とは異なる[2]）に通わすことはできないとして同盟休校を行った[3]。
- 1935年（昭和10年）4月1日 - 久世郡淀町に編入。同日美豆村廃止。

## 交通

### 鉄道路線
村域を京阪電気鉄道の京阪本線が通過したが、駅は所在しなかった。

### 道路
旧村域に京滋バイパスの久御山淀インターチェンジの一部が所在するが、当時は未開通。